# Giancarlo Sacaza
Giancarlo Sacaza Motiño (San Pedro Sula, Honduras; 18 de enero de 2004) es un futbolista hondureño. Juega de defensa y su equipo actual es el F. C. Motagua de la Liga Nacional de Honduras.

## Estadísticas

### Clubes
| Club                   | Div.          | Temporada     | Liga  | Liga  | Copas nacionales | Copas nacionales | Copas internacionales | Copas internacionales | Total | Total | Media goleadora |
| Club                   | Div.          | Temporada     | Part. | Goles | Part.            | Goles            | Part.                 | Goles                 | Part. | Goles | Media goleadora |
| ---------------------- | ------------- | ------------- | ----- | ----- | ---------------- | ---------------- | --------------------- | --------------------- | ----- | ----- | --------------- |
| F. C. Motagua Honduras | 1.ª           | 2022-23       | 1     | 0     | —                | —                | 0                     | 0                     | 1     | 0     | 0               |
| F. C. Motagua Honduras | 1.ª           | 2023-24       | 2     | 0     | —                | —                | 0                     | 0                     | 2     | 0     | 0               |
| F. C. Motagua Honduras | 1.ª           | 2024-25       | 16    | 1     | —                | —                | 2                     | 0                     | 18    | 1     | 0.06            |
| F. C. Motagua Honduras | 1.ª           | 2025-26       | 3     | 0     | —                | —                | 2                     | 0                     | 5     | 0     | 0               |
| F. C. Motagua Honduras | Total club    | Total club    | 22    | 1     | 0                | 0                | 4                     | 0                     | 26    | 1     | 0.04            |
| Total carrera          | Total carrera | Total carrera | 22    | 1     | 0                | 0                | 4                     | 0                     | 26    | 1     | 0.04            |